# The Adventures of Star Saver
The Adventures of Star Saver, noto in Giappone con il nome Rubble Saver (ラブルセイバー?, Raburu Seibā), è un videogioco a piattaforme bidimensionale per il Game Boy.

## Trama
Un poliziotto di nome Tony e sua sorella vengono condotti a forza all'interno di un oggetto volante non identificato da un gruppo di alieni che pianificano di invadere la galassia. I due vengono esiliati su un lontano pianeta quando rifiutano di lavorare come spie per gli extraterrestri.
Tony si ritrova bloccato su uno strano pianeta dove nulla gli è familiare (e senza sua sorella). Tuttavia, un mech con grandi abilita telepatiche lo salva e gli dà la forza necessaria ad affrontare l'esercito alieno. La macchina diventa un alleato fondamentale nella battaglia per salvare la sorella di Tony e fermare l'invasione aliena prima che sia troppo tardi. I giocatori devono affrontare strani alieni attraverso la galassia. Ci sono vari potenziamenti da raccogliere, per aggiungerli alle abilita del mech. Il mech viene perso in un colpo solo. Il gioco include anche nemici surreali come un cane domestico e delle note musicali.